# ヘーゼ

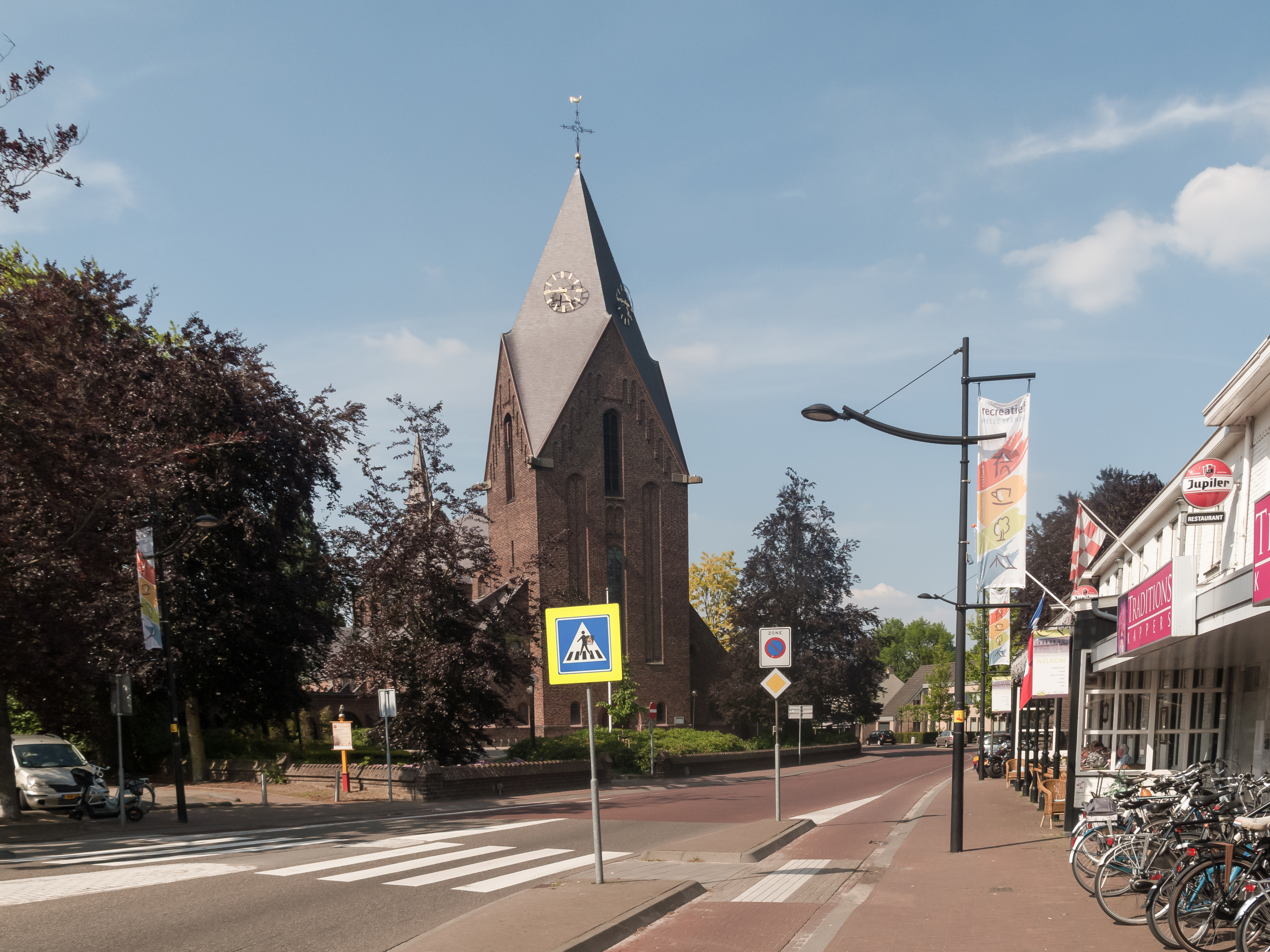
de Sint Martinuskerk教会

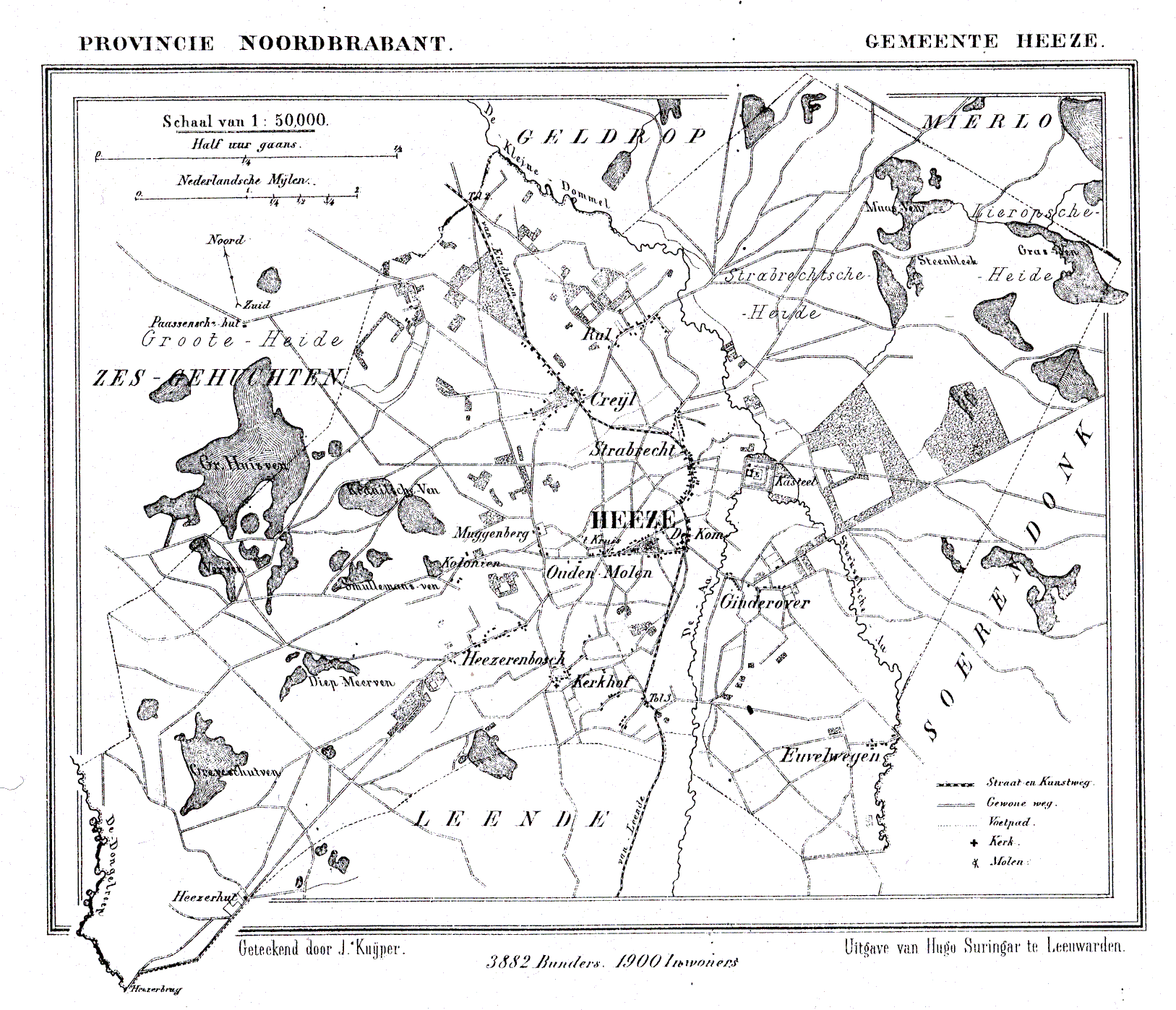
1867年のヘーゼの地図

ヘーゼ(Heeze)はオランダ北部の北ブラバント州にある都市。Heeze-Leende基礎自治体に所属し、アイントホーフェンの南東9kmに位置する。

## 概要
1997年までは独立した自治体であったが、その後Leendeと合併しHeeze-Leende自治体となった。ヘーゼの北側の境界は、A67号線の高速道路で、西側の境界はA2号線の高速道路となっている。ヘーゼの東部にはヘーゼ城がある。その更に東側には1500haにも及ぶヒースランドのStrabrechtse Heideが広がっている。Strabrechtse Heideでは2010年に200haを消失する火災があり、1週間以上も燃え続けた。
Strabrechtse Heideに隣接してKapellerputという国営の宿泊施設があり、周囲には水路や森林公園が整えられている。徒歩や自転車で回遊路を楽しむことが出来る。

## 交通
- オランダ鉄道 ヘーゼ駅